# 韋恩·奈特
韋恩·奈特（Wayne Elliot Knight，1955年8月7日—）是美國的一位演員、喜劇演員和配音演員。他出演過的主要作品有宋飛傳、侏羅紀公園和歪星撞地球。